# József Prieszol
József Prieszol (Budapest, 19 novembre 1942) è un ex cestista ungherese.

## Carriera
Con l'Ungheria ha disputato i Giochi olimpici di Tokyo 1964 e tre edizioni dei Campionati europei (1963, 1967, 1969).